# خورخي ماريا ميخيا
خورخي ماريا ميخيا (بالإسبانية: Jorge María Mejía)‏ هو أمين مكتبة أرجنتيني، ولد في 31 يناير 1923 في بوينس آيرس في الأرجنتين، وتوفي في 9 ديسمبر 2014 في روما في إيطاليا.